# Fachhochschule Flensburg

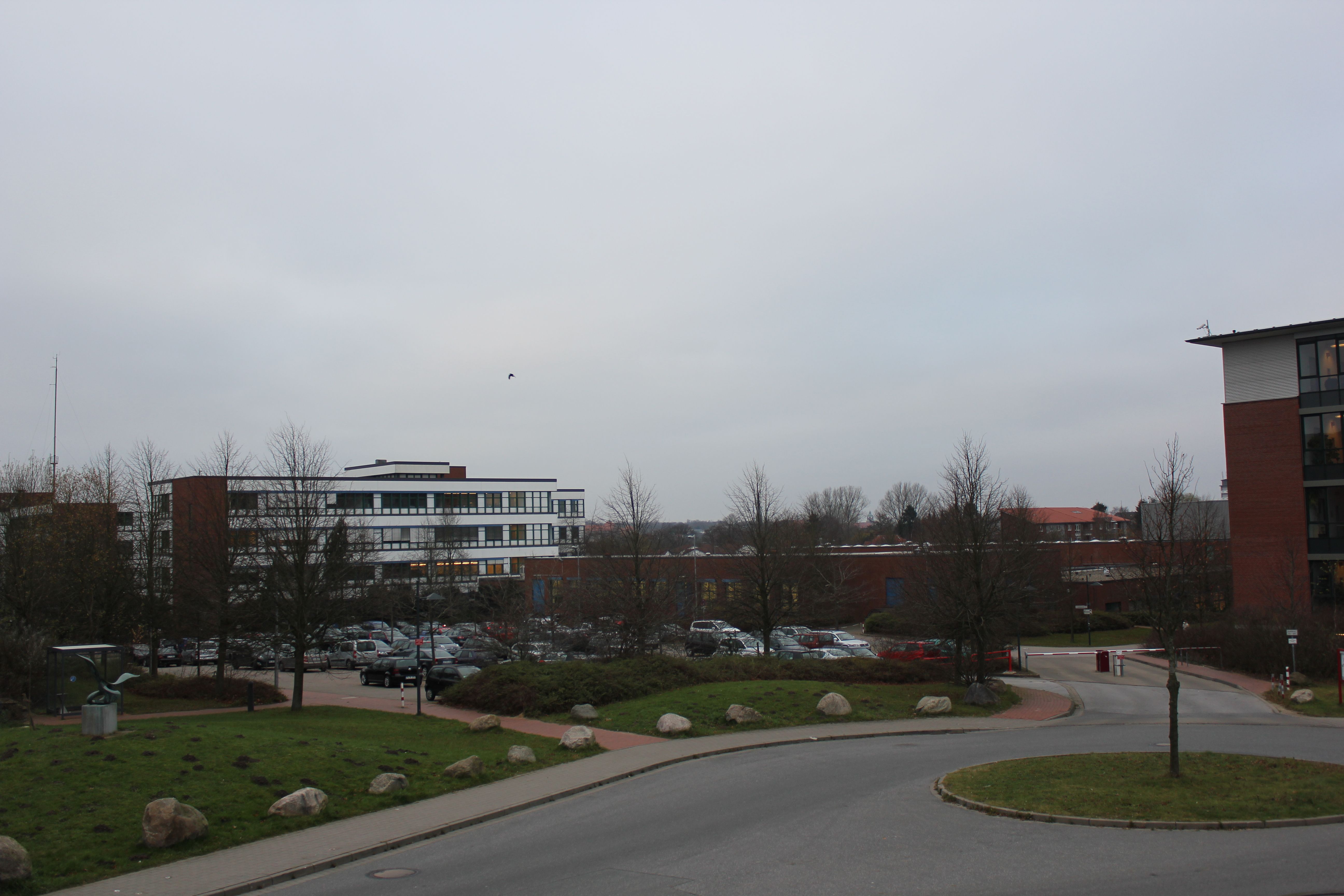
Fachhochschule Flensburg

L'Université de Sciences Appliquées de Flensbourg (allemand: Fachhochschule Flensburg, international: Flensburg University of Applied Sciences) était fondée en 1886 comme la Königliche Seedampf-Maschinistenschule (École royale maritime des machinistes à vapeur). Elle est située à Flensbourg en étant l'université allemande la plus du nord, près de la frontière danoise.

## Programme des Études
Les facultés de l'université sont:
- - Biotechnologie
  - Génie électrique (énergétique et communication)
  - Génie des énergies renouvelables
  - Génie informatique
  - Génie maritime
  - Génie mécanique
  - Génie des procédés
  - Gestion
  - Informatique médicale
  - Informatique de gestion
  - Mathématiques
  - Traduction de gestion